# ایستگاه متروی خیابان بیکر
ایستگاه خیابان بیکر
یک ایستگاه از خط بیکرلو و از خطوط متروی لندن است که در خیابان بیکر قرار دارد و در ۱۰ ژانویه ۱۸۶۳افتتاح شده‌است.